# Müglitz
Müglitz (tjeckiska: Mohelnice) är ett vattendrag, ett biflöde till Elbe, som huvudsakligen rinner genom Sachsen i östra Tyskland. Källan är i nordvästra Tjeckien och det övre loppet (Weisse Müglitz) bildar gräns mellan länderna.